# Sorisole
Sorisole ist eine norditalienische Gemeinde (comune) mit 8847 Einwohnern (Stand 31. Dezember 2023) in der Provinz Bergamo in der Lombardei.
Sorisole grenzt unmittelbar im Norden an die Provinzhauptstadt Bergamo. Der Kernort befindet sich etwa sieben Kilometer von Bergamo entfernt im Parco dei Colli di Bergamo.

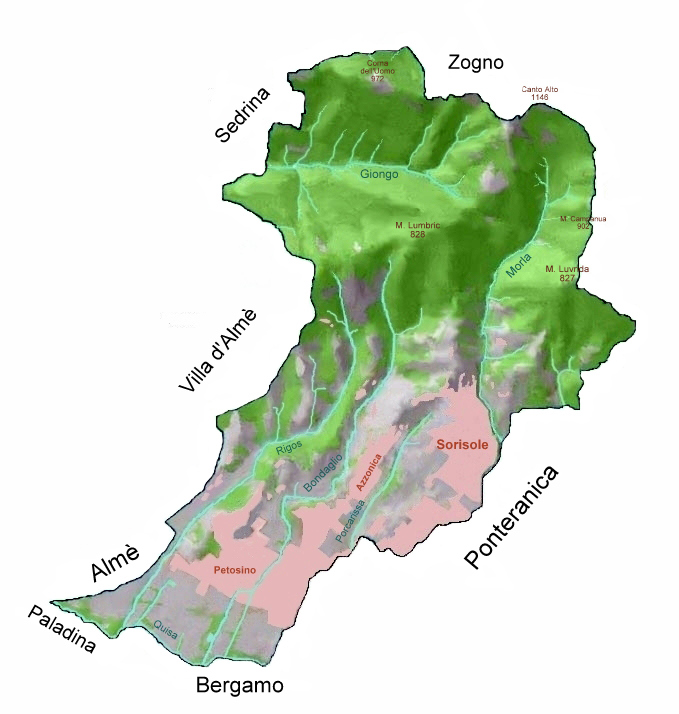
Das Gemeindegebiet

Mehrere kleine Gebirgsbäche fließen in die Quisa, die selbst wie auch die Morla in den Brembo mündet.
Im Süden der Gemeinde verläuft die Strada Statale 470 von Bergamo nach Almè.